# Para su consideración
Para su consideración (For Your Consideration, en inglés) es una fórmula empleada habitualmente como encabezado en anuncios promocionales dirigidos específicamente a los votantes de premios en la industria del entretenimiento. Entre estos destacan la Academia de Artes y Ciencias Cinematográficas, responsable de la entrega anual de los premios Óscar al cine, y la Academia de Artes y Ciencias de la Televisión, que concede los premios Emmy a la excelencia en televisión.
Este tipo de anuncios suele aparecer en publicaciones especializadas del sector audiovisual, como Variety, Backstage o The Hollywood Reporter. Asimismo, pueden encontrarse en espacios publicitarios exteriores, correspondencia directa y eventos promocionales, principalmente en la ciudad de Los Ángeles, epicentro de la industria cinematográfica y televisiva estadounidense.
Cada año, los estudios y cadenas de televisión invierten sumas considerables en campañas que utilizan este encabezado para destacar las supuestas cualidades sobresalientes de sus películas o programas emitidos durante el periodo de elegibilidad correspondiente. En años recientes, estas campañas han migrado también a plataformas digitales y sitios web frecuentados por miembros votantes de las distintas academias.
A mediados de la década de 1990, junto con la publicidad impresa, se popularizó el envío de ediciones especiales del contenido audiovisual —conocidas como screeners— a fin de que los votantes pudieran evaluar las obras antes de emitir su voto. El envío de cajas de DVD a los miembros de la Academia de la Televisión se convirtió en una práctica común; en algunos casos, el diseño innovador del empaque contribuyó a que producciones poco reconocidas lograran obtener nominaciones. Esta tendencia dio lugar a una suerte de “carrera armamentista” en la presentación de materiales promocionales.
En respuesta al impacto ambiental y al costo elevado del correo físico, algunos estudios han optado por migrar sus contenidos promocionales a plataformas digitales. Este enfoque ha permitido implementar herramientas con beneficios adicionales. Por ejemplo, en 2009 la cadena Showtime lanzó un sitio web protegido por contraseña que permitía a los votantes acceder a contenido audiovisual desde dispositivos móviles. Por su parte, en 2019, la Academia de Artes y Ciencias Cinematográficas habilitó una opción de visionado en streaming para las películas en campaña a través de su propio portal web.